# Jonathan Kale
Jonathan Monyongo Kale (* 18. Oktober 1985 in Boston, Massachusetts) ist ein US-amerikanisch-ivorischer Basketballspieler.
Obwohl Kale in den Vereinigten Staaten geboren wurde, besitzt er auch die Staatsbürgerschaft der Elfenbeinküste. Zu den größten Erfolgen seiner Karriere zählt die Silbermedaille bei der Basketball-Afrikameisterschaft 2009 in Libyen, bei der Kale je 15,3 Minuten Spielzeit 5,6 Punkte erzielte und 3,6 Rebounds pro Spiel erreichte. Nach dem Ende seines Studiums in seinem Geburtsland schloss sich Kale dem deutschen Erstliga-Aufsteiger Phoenix Hagen an, nachdem er sich zuvor nicht mit dem polnischen Erstligaverein Anwil Włocławek einigen konnte. Nach dem Klassenerhalt mit dem Hagener Verein in der Basketball-Bundesliga 2009/10 wechselte Kale nach Spanien in deren zweite Liga LEB Oro. In der Saison 2012/13 stand er beim Aufsteiger Leyma Natura Basket aus dem galicischen A Coruña unter Vertrag, seinem mittlerweile dritten Verein in dieser Spielklasse. Zur Saison 2013/14 wechselte er zum Verein Ourense Termal, der ebenfalls in der zweiten spanischen Liga spielt.